# 17. juni
17. juni er dag 168 i året i den gregorianske kalender (dag 169 i skudår). Der er 197 dage tilbage af året.
- Dagens navn er Budolf eller Botholphus, opkaldt efter en benediktinermunk, der grundlagde et kloster i Lincolnshire sidst i 600-årene. Et gammelt nordisk folkemundheld siger, at "regn på Budolfs dag, giver en høst, som er bedre end kongens guld."

- Det er Islands Nationaldag.

- FN's internationale Verdensdag til bekæmpelse af tørke og ørkenspredning.

### Begivenheder
Født - Dødsfald
- 1397 - Dronning Margrete 1. samler Norden, da Kalmarunionen træder i kraft med Erik af Pommern som formel konge, men med Margrete som reel magthaver til hendes død i 1412.
- 1789 - Den franske revolution bryder ud, da den franske tredjestand sprænger generalstændernes møde og erklærer sig for Nationalforsamling. Revolutionen kommer til at vare 10 år.
- 1885 - Frihedsgudinden, der er en gave fra Frankrig, ankommer til havnen i New York. Den bliver indviet 28. oktober 1886
- 1910 - Rigsretsagen efter Alberti-skandalen afsluttes med bøde til indenrigsminister Sigurd Berg, mens konseilspræsident J. C. Christensen bliver frikendt.
- 1939 - Den sidste offentlige guillotinering finder sted i Frankrig.
- 1940 - Sovjetiske tropper besætter de tre baltiske lande Estland, Letland og Litauen.
- 1940 - Charles de Gaulle meddeler i London, at han har oprettet en nationalkomité af frie franske, der vil kæmpe, til Frankrig er frit.
- 1940   - Sovjetunionens udenrigsminister gratulerer Tyskland "i anledning af den strålende sejr for den tyske værnemagt i Frankrig".
- 1944 - Efter en folkeafstemning proklameres Republikken Island, og landet bliver uafhængigt af Danmark.
- 1946 - Retssagen mod kejser Hirohito af Japan begynder.
- 1950 - R.H. Lawler udfører i USA verdens første transplantation af en nyre fra et menneske til et andet.
- 1953 - Med udgangspunkt fra Østberlin demonstrerer arbejdere over det meste af DDR ved Folkeopstanden 17. juni 1953 mod en forhøjelse af arbejdsnormerne.
- 1962 - I Chile genvinder Brasilien verdensmesterskabet i fodbold efter en 3-1 sejr over Tjekkoslovakiet i finalen.
- 1963 - Det nye statsbibliotek i Århus indvies.
- 1966 - Værnepligten bliver nedsat fra 18 til 14 måneder.
- 1967 - Kina prøvesprænger sin første brintbombe.
- 1970 - Polaroidkameraet patenteres.
- 1972 - Tyve pågribes i Watergate-bygningen, hvilket senere fører til præsident Richard Nixons fald.
- 1976 - Den svenske bankrøver Clark Olofsson tilstår at have begået røverier i Danmark.
- 1982 - Argentinas præsident, general Galtieri, bliver afsat, som følge af nederlaget i Falklandskrigen.
- 1991 - Det sydafrikanske parlament beslutter at afskaffe folkeregistreringsloven, der inddeler befolkningen i fire hovedgrupper efter race. Det er første skridt på vejen til afskaffelse af apartheid.
- 1992 - To tyske gidsler i Beirut frigives af Hizbollah-bevægelsen efter tre år som gidsler. De er de sidste af i alt 92 udlændinge, som var blevet kidnappet og holdt som gidsler siden 1984.
- 1992 - Danmarks fodboldlandshold er i semifinalen ved EM i fodbold ved i Malmö at besejre Frankrig 2-1.
- 1993 - Motorvejsetapen Ringsted-Sorø åbnes. Dermed er den sjællandske motorvejsstrækning mellem København og Halsskov fuldført.
- 1995 - Sangeren Cliff Richard adles.
- 2001 - Racerkøreren Tom Kristensen vinder Le Mans-løbet for anden gang.
- 2002 - Racerkøreren Tom Kristensen vinder Le Mans-løbet for tredje gang.

### Født
- 1239 - Edvard 1., engelsk konge (død 1307).
- 1682 - Karl 12., svensk konge (død 1718).
- 1800 - Ivar Bredal, dansk komponist (død 1864).
- 1808 - Henrik Wergeland, norsk forfatter (død 1845).
- 1818 - Charles Gounod, fransk komponist  (død 1893).
- 1882 - Igor Stravinsky, russisk komponist og dirigent (død 1971).
- 1888 - Heinz Guderian, tysk general og militærteoretiker (død 1954).
- 1898 - M.C. Escher, hollandsk kunstner (død 1972).
- 1900 - Martin Bormann, tysk nazistisk leder (død 1945).
- 1920 - François Jacob, fransk biolog og nobelprismodtager (død 2013).
- 1924 - Edward Thomas Downes, engelsk dirigent.
- 1929 - Tigran Petrosian, georgisk skakspiller (død 1984).
- 1931 - Mignon Dunn, amerikansk mezzosopran
- 1932 - John Murtha, amerikansk politiker (død 2010).
- 1933 - Karen Nøhr, dansk tidligere amtsborgmester.
- 1936 - Ken Loach, engelsk filminstruktør.
- 1936 - Nils Wilhjelm, dansk direktør, kammerherre og tidligere minister.
- 1938 - Grethe Ingmann, dansk sanger (død 1990).
- 1942 - Mohammed el-Baradei, egyptisk jurist, diplomat og modtager af Nobels fredspris.
- 1943 - Barry Manilow, amerikansk sanger og sangskriver.
- 1943   - Newt Gingrich, amerikansk politiker.
- 1945 - Eddy Merckx, belgisk cykelrytter.
- 1945   - Ken Livingstone, engelsk politiker og borgmester i London.
- 1963 - Susi Hyldgaard, dansk jazzsangerinde.
- 1976 - Morten Østergaard, dansk folketingsmedlem, politisk leder for Radikale Venstre og tideligere Økonomi- og Indenrigsminister.
- 1977 - Kristina Juel Stokkebroe, dansk sportsdanser.
- 1980 - Venus Williams, amerikansk tennisspiller.
- 1996 - Mathias Toftegård Andersen, dansk børneskuespiller.

### Dødsfald
- 1025 - Boleslav 1. af Polen (Boleslaw I. Chrobry) - prins af Polen og Tjekkiet og konge af Polen (født 967).
- 1696 - Johan 3. Sobieski, polsk konge (født 1629).
- 1872 - Mathilde Fibiger, dansk forfatter og kvindesagsforkæmper (født 1830).
- 1931 - Emil Bähncke, dansk fabrikant og grosserer (født 1860).
- 1931 - Jens Vilhelm Petersen, dansk arkitekt (født 1851).
- 1956 - Leck Fischer, dansk forfatter (født 1904).
- 1957 - Olaf Rude, dansk maler (født 1886).
- 1972 - Helge Rosvænge, dansk tenor (født 1897).
- 1985 - Ole Ishøy, dansk skuespiller (født 1934).
- 1996 - Thomas Kuhn, amerikansk videnskabsfilosof (født 1922).
- 2002 - Fritz Walter, tysk fodboldspiller (født 1920).
- 2015 - Süleyman Demirel, tidligere tyrkisk premierminister og præsident (født 1924).

|  | Denne datoartikel kan blive bedre, hvis der indsættes et (bedre) billede Du kan hjælpe ved at afsøge Wikimedia Commons for et passende billede eller uploade et godt billede til Wikimedia Commons iht. de tilladte licenser og indsætte det i artiklen. |